# Collyrodes
Collyrodes is een kevergeslacht uit de familie van de boktorren (Cerambycidae). De wetenschappelijke naam van het geslacht werd voor het eerst geldig gepubliceerd in 1859 door Pascoe.

## Soorten
Collyrodes is monotypisch en omvat slechts de volgende soort:
- Collyrodes lacordairei Pascoe, 1859